# Confederação Sindical Internacional
A Confederação Sindical Internacional (CSI) é a maior federação internacional de sindicatos. Foi formada a 1 de novembro de 2006 pela fusão da Confederação Internacional de Sindicatos Livres e da Confederação Mundial do Trabalho. O congresso fundador da CSI realizou.-se em Viena e foi precedido por congressos da CISL e da CMT deliberando as respectivas dissoluções.
A CSI representa 175 milhões de trabalhadores através dos seus 311 afiliados em 155 países e territórios. Sharon Burrow, do  Australian Council of Trade Unions, é a atual secretária-geral.

## Congresso Fundador
A congresso da fundação do CIS realizou-se de 1 a 3 de novembro do 2006 em Viena, Austria.
No primeiro dia foi aprovada a criação formal da CSI, seguida por uma comunicação de Juan Somavia, director-geral da Organização Internacional do Trabalho (OIT).
O segundo dia Pascal Lamy, director-geral da Organização Mundial do Comércio (OMC), respondendo a um painel de discussão sobre o impacto da globalização.
Os orgãos dirigentes foram eleitos no último dia do congresso. Guy Rider, o antigo secretário-geral da CISL, foi eleito para o mesmo cargo na nova organização e Sharan Burrow foi eleita presidente. Foi estabelecido um Conselho, com 70 membros eleitos e 8 lugares adicionais para representantes de jovens e mulheres.

Um Conselho de Sindicatos Globais foi também criado no último dia do congresso. Foi esabelecido em conjunto pelas federações sindicais internacionais e pelo Trade Union Advisory Comittee da OCDE.
"The Council will enable us to mobilize global membership around political and strategic initiatives and actions in order to confront global forces that work against the interests of working people and families," − Guy Ryder.